# P2PSL
A P2PSL (P2P Security Layer) promove a conexão gradativa e flexível de módulos de segurança em aplicações P2P.
Conceitos
A Peer-to-Peer Security Layer cobre os problemas de falta de e implantação gradual, integração, assimetria e isolamento, citados anteriormente. A P2PSL separa a implementação de questões de segurança e a configuração tanto da aplicação como também do middleware. Nela, os pares podem obter diferentes requisitos de segurança para cada canal de comunicação. Ela foi implementada com JXTA e possui carga dinâmica de módulos que permite carregar os módulos necessários para cada conexão estabelecida com o outro par, isto é, de acordo com as restrições deste último.
Módulos existentes
• Assinatura PGP: módulo que garante autenticidade e integridade das mensagens; 
• Criptografia PGP: módulo encarregado da confidencialidade nas mensagens; 
• Verificação de políticas de acesso a recursos: baseado em Role-Based Access Control (RBAC); 
• Geração de logs: empregado para salvar as ações e as mensagens trocadas, que por sua vez é utilizado na auditoria.
Problemas
Os problemas são referentes à integração com um substrato de rede qualquer. Pois, devido à camada responsável pela comunicação atualmente ser feita em JXTA, implica que qualquer aplicação que almeja aproveitar as funcionalidades fornecidas pela camada deva utilizar uma rede baseada em JXTA e com código em Java.
Uma solução para isso seria a mudança na camada P2PSL para uma base que não dependa de linguagem e que esta não seja encarregada de realizar a comunicação. Assim, seria possível colocar requisitos de segurança gradualmente em uma já existente rede P2P não baseada em JXTA/Java.

Referências

FACCHINI, Giovani; BARCELLOS, Marinho Pilla. Escalabilidade, Autonomia e Segurança em Redes Peer-to-Peer: repensando a P2PSL, 2006.
DETSCH, André; GASPARY, Luciano Paschoal; BARCELLOS, Marinho Pilla; SANCHEZ, Ricardo Nabinger. Uma Abordagem para Incorporação Flexível de Aspectos de Segurança em Aplicações Peer-to-Peer.